# Taxila othrys
Taxila othrys är en fjärilsart som beskrevs av Hans Fruhstorfer 1914. Taxila othrys ingår i släktet Taxila och familjen Riodinidae. Inga underarter finns listade i Catalogue of Life.